# ГЕС Kargı Kızılırmak
ГЕС Kargı Kızılırmak – гідроелектростанція на півночі Туреччини. Знаходячись між ГЕС Pirinçli (19 МВт, вище по течії) та ГЕС Боябат, входить до складу каскаду на річці Кизил-Ірмак, яка впадає до Чорного моря між містами Сіноп та Самсун.
В межах проекту річку перекрили земляною греблею висотою 11 метрів та довжиною 500 метрів. Вона утримує водосховище з площею поверхні 5,8 км2 та об’ємом 20,8 млн м3 (корисний об’єм 15,2 млн м3), в якому припустиме коливання рівня у операційному режимі в діапазоні 2,5 метра. 
Зі сховища у північному напрямку прокладено дериваційний тунель довжиною 11,6 км з діаметром 9,8 метра, котрий доправляє ресурс до наземного машинного залу, розташованого на березі водосховища Боябат. При цьому оскільки між греблею та залом річка описує вигнуту на захід велику дугу, відстань між цими пунктами по природному руслу становить понад 50 км.
Основне обладнання складається з двох турбін типу Френсіс потужністю по 51,8 МВт, які при напорі у 75 метрів повинні забезпечувати виробництво 470 млн кВт-год електроенергії на рік. 
Видача продукції відбувається по ЛЕП, розрахованій на роботу під напругою 154 кВ.